# Estadio Atanasio Girardot
Das Estadio Atanasio Girardot ist ein Fußballstadion in der kolumbianischen Stadt Medellín, Hauptstadt des Departamento Antioquia. Das Stadion trägt den Spitznamen El Atanasio. 

## Geschichte
In den 1930er Jahren gab es Überlegungen, in der wachsenden Stadt Medellín die Sportmöglichkeiten zu verbessern. Das Projekt wurde 1937 beschlossen und 1946 ein Grundstück gefunden. Am 19. März 1953 wurde das Stadion des heutigen Sport-Komplexes Unidad Deportiva Atanasio Girardot eingeweiht und löste das Hipódromo San Fernando als bisherige Heimspielstätte der Fußballvereine aus Medellín ab. Die Anlage wie das Stadion bekam den Namen des kolumbianischen Unabhängigkeitskämpfers Atanasio Girardot (1791–1813); der zusammen mit Simón Bolívar für die Unabhängigkeit von Kolumbien und Venezuela kämpfte.   
Mit der Zeit wurde die Anlage immer wieder erweitert und erneuert und gehört heute zu den modernsten Sportanlagen des Landes. Sie liegt mitten in einem Wohngebiet der Stadt. Das doppelstöckige Stadion bietet heute den Zuschauern 40.043 Sitzplätze. Die beiden Stadtrivalen Atlético Nacional und Independiente Medellín tragen ihre Spiele im El Atanasio aus. Die kolumbianische Fußballnationalmannschaft trat bisher neun Mal im Stadion von Medellín zu Länderspielen an. Das erste Spiel fand am 23. Juni 1957 zwischen Kolumbien und Paraguay (1:2) statt. Die bisher letzte Partie war am 10. Oktober 2009 das Qualifikationsspiel für die Fußball-Weltmeisterschaft 2010 gegen Chile; welches die Kolumbianer mit 2:4 verloren.
Im Jahr 1978 wurden in Medellín die zentralamerikanischen Spiele in der Anlage ausgetragen. Während der Copa América 2001, die Kolumbien erstmals gewann, war das Estadio Atanasio Girardot Austragungsort der sechs Spiele der Vorrundengruppe C. Vom 19. bis 30. März 2010 war der Sportkomplex mit dem Stadion zu einem Großteil Schauplatz der 9. Südamerikaspiele. Für diesen Anlass und im Hinblick auf die U-20-Fußball-Weltmeisterschaft 2011 wurde das Stadion und die anderen Sportstätten renoviert oder neu gebaut. Zu den wichtigsten Ereignissen im Stadion gehörte der Besuch von Papst Johannes Paul II. am 5. Juli 1986.

## Unidad Deportiva Atanasio Girardot
Zum großen Sport-Komplex Unidad Deportiva Atanasio Girardot gehören neben dem Stadion u. a. noch folgende Sportstätten:
- Basketballhalle Coliseo Iván de Bedout
- Baseballstadion Diamante de Béisbol Luís Alberto Villegas
- Schwimmstadion Aquatic Complex
- Radstadion Velódromo Martín Emilio Cochise Rodríguez
- Leichtathletikstadion Estadio de Atletismo Alfonso Galvis Duque
- Sporthalle Coliseo Auxiliar Yesid Santos
- Turn- und Gymnastikhalle Coliseo de Gimnasia
- Sporthalle Coliseo Menor Rodrigo Pérez Castro
- Halle für Kampfsportarten Coliseo de Lucha o Combate
- Tennisanlage
- Kartbahn

In der großen Anlage werden zahlreiche Sportarten betrieben wie z. B. Turnen, Basketball, Handball, Baseball, Radsport, Fechten, Fußball, Judo, Karate, Schwimmsport, Gewichtheben, Softball, Taekwondo, Tennis, Volleyball, Beach-Volleyball, Schach, Tischtennis, Ringen, Hapkido, Wushu, Sportschießen, Rugby und American Football.

## Bilder
| Der Sport-Komplex von oben | Coliseo de Gimnasia                          | Das Leichtathletikstadion                        |
| Luftbild der Sportanlagen  | Turn- und Gymnastikhalle Coliseo de Gimnasia | Das Leichtathletikstadion mit der neuen Laufbahn |